# Thayná Silva
Thayná Silva (Rio de Janeiro, 27 gennaio 1996) è una cestista brasiliana.

## Carriera
Con il Brasile ha disputato i Campionati americani del 2021.